# Cantonul Les Anses-d'Arlet
Cantonul Les Anses-d'Arlet este un canton din arondismentul Le Marin, Martinica, Franța.

## Comune
| Comune            | Populație (1999) | Cod poștal | Cod INSEE |
| ----------------- | ---------------- | ---------- | --------- |
| Les Anses-d'Arlet | 3.832            | 97217      | 97202     |